# Campeonato Mundial de Resistencia de la FIA
El Campeonato Mundial de Resistencia de la FIA (oficialmente FIA World Endurance Championship) es una competición de automovilismo de velocidad que se disputa entre sport prototipos y gran turismos. A lo largo de su historia ha cambiado numerosas veces de nombre y reglamentos.
Actualmente es organizada por el Automobile Club de l'Ouest y sancionada/reglamentada por la Federación Internacional del Automóvil.
Reemplaza a la antigua Copa Intercontinental Le Mans del ACO que comenzó en 2010, y a su vez, reemplaza de alguna manera al antiguo Campeonato Mundial de Sport Prototipos que dejó de existir en 1992. Es el campeonato que alberga nuevamente las carreras de resistencia (6 horas, 24 horas, etcétera) desde su comienzo en 2012.

## Historia

### Antecedentes
Un Campeonato Mundial de Resistencia tuvo su primer período entre los años 1953 y 1992. Luego, en 2010, surgió la Copa Intercontinental Le Mans (ILMC). El certamen original regresó, a partir del 2012, como se mencionó antes, tomando en cuenta su predecesor inmediato: la Copa Intercontinental Le Mans, y fue nuevamente renombrado, esta vez como Campeonato Mundial de Resistencia de la FIA.
Prácticamente todas las carreras históricas de resistencia formaron parte del calendario del primer campeonato mundial, entre ellas las 24 Horas de Le Mans, las 24 Horas de Daytona, la Carrera Panamericana, las 12 Horas de Sebring, los 1000 km de Nürburgring, los 1000 km de Monza y los 1000 km de Spa-Francorchamps. Numerosos fabricantes de automóviles deportivos forjaron su identidad dentro del Campeonato Mundial de Resistencia.
En sus orígenes, incluía carreras en circuitos organizados en carreteras públicas cerradas al tráfico, entre ellas la Mille Miglia, la Carrera Panamericana y la Targa Florio.
Más tarde se fueron dejando de lado para dar prioridad a los autódromos. Durante las décadas de 1960 y 1970, los reglamentos principales eran los Grupo 5 y Grupo 6. Entre los modelos dominantes se encuentran los Ferrari 512 (versiones S y M), Ferrari 312P, Ford GT40, Lancia Beta y Porsche 917. En 1982 se introdujo la homologación Grupo C para detener la escalada de potencia y falta de interés de las marcas. Rápidamente, fabricantes como Aston Martin, Jaguar, Mazda, Mercedes-Benz, Nissan, Porsche y Toyota poblaron las parrillas de salida.
A petición de Bernie Ecclestone -entonces al frente de la Asociación de Constructores de Fórmula 1- el reglamento se modificó en 1991 para poder usar los mismos motores que la F1. Esto generó una escalada de costos tan grande que los constructores se pasaron a aquella; la categoría perdió interés y se corrió, por última vez, en 1992.

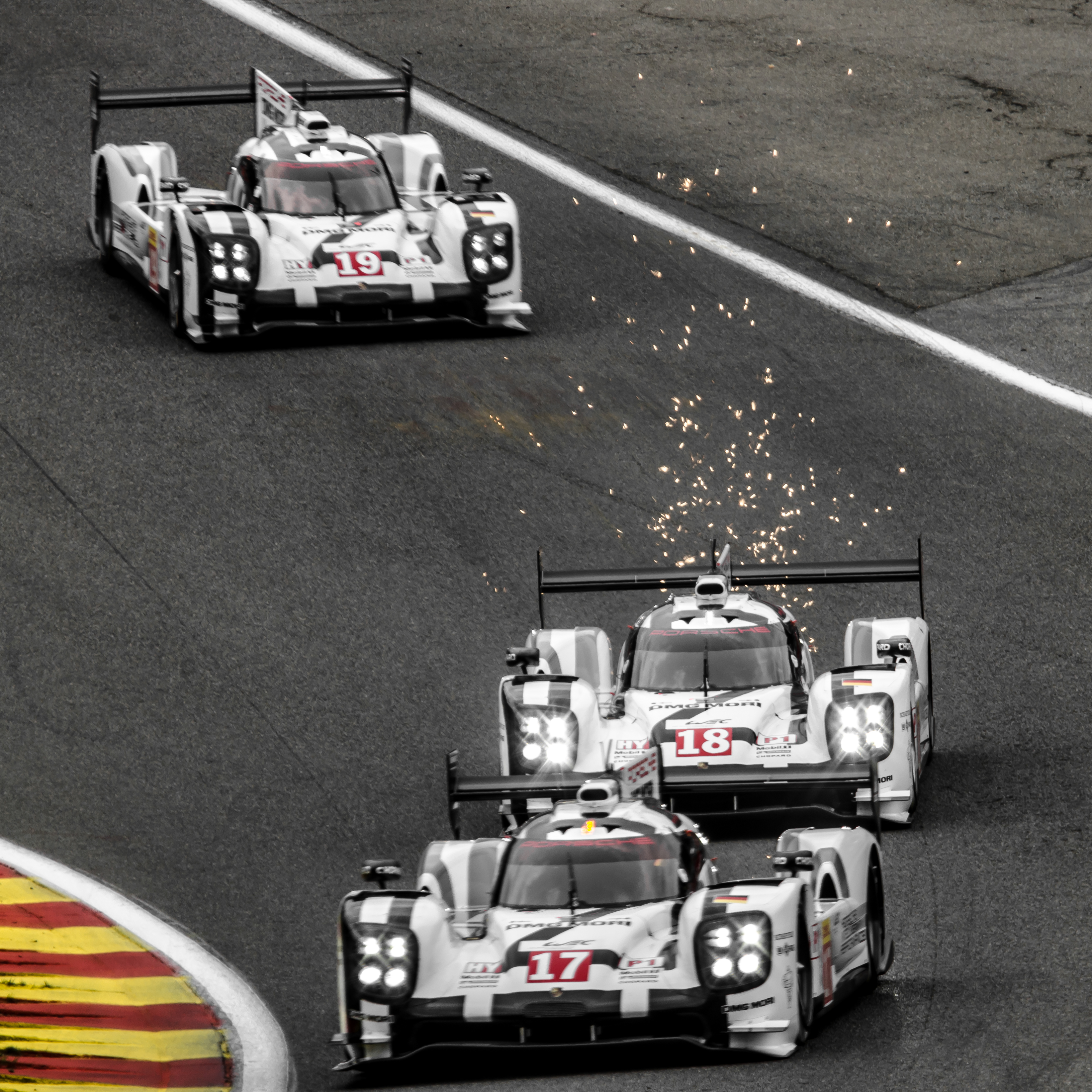
Prototipos Porsche 919 Hybrid de 2015.

La BPR Global GT Series, disputada entre 1994 y 1996, ocupó el hueco en lo que respecta a certámenes mundiales de Gran Turismo, hasta que la FIA tomó control de la categoría y la convirtió en el Campeonato FIA GT. Por otro lado, el Campeonato de la FIA de Sport Prototipos se disputó desde 1997 hasta 2003; no obstante, incluyeron pocas carreras de resistencia. Desde 1992 hasta 2009, solamente existieron campeonatos continentales de resistencia, en particular la American Le Mans Series, la European Le Mans Series y la Rolex Sports Car Series.
En 2010 el Automobile Club de l'Ouest creó la Copa Intercontinental Le Mans con la pretensión de reunir los principales pilotos, equipos, marcas de automóviles y carreras de resistencia de los tres campeonatos continentales que usan su reglamento: la European Le Mans Series (Europa), la American Le Mans Series (América del Norte) y la Asian Le Mans Series (Asia).
En su temporada inaugural hubo copas de equipo para las cuatro clases de automóviles (LMP1, LMP2, GT1 y GT2), y una de constructores para las clases LMP1 y GT2. Asimismo, tuvo tres fechas: los 1000 km de Silverstone, el Petit Le Mans y los 1000 km de Zhuhai. La temporada 2011 contó con esas tres y otras cuatro: las 12 Horas de Sebring, los 1000 km de Spa-Francorchamps, las 24 Horas de Le Mans y los 1000 km de Imola.

### Nacimiento del campeonato
En 2012 el torneo retomó la denominación Campeonato Mundial de Resistencia, con apoyo de la Federación Internacional del Automóvil, pero esta vez con la organización del Automobile Club de l'Ouest.

## Circuitos

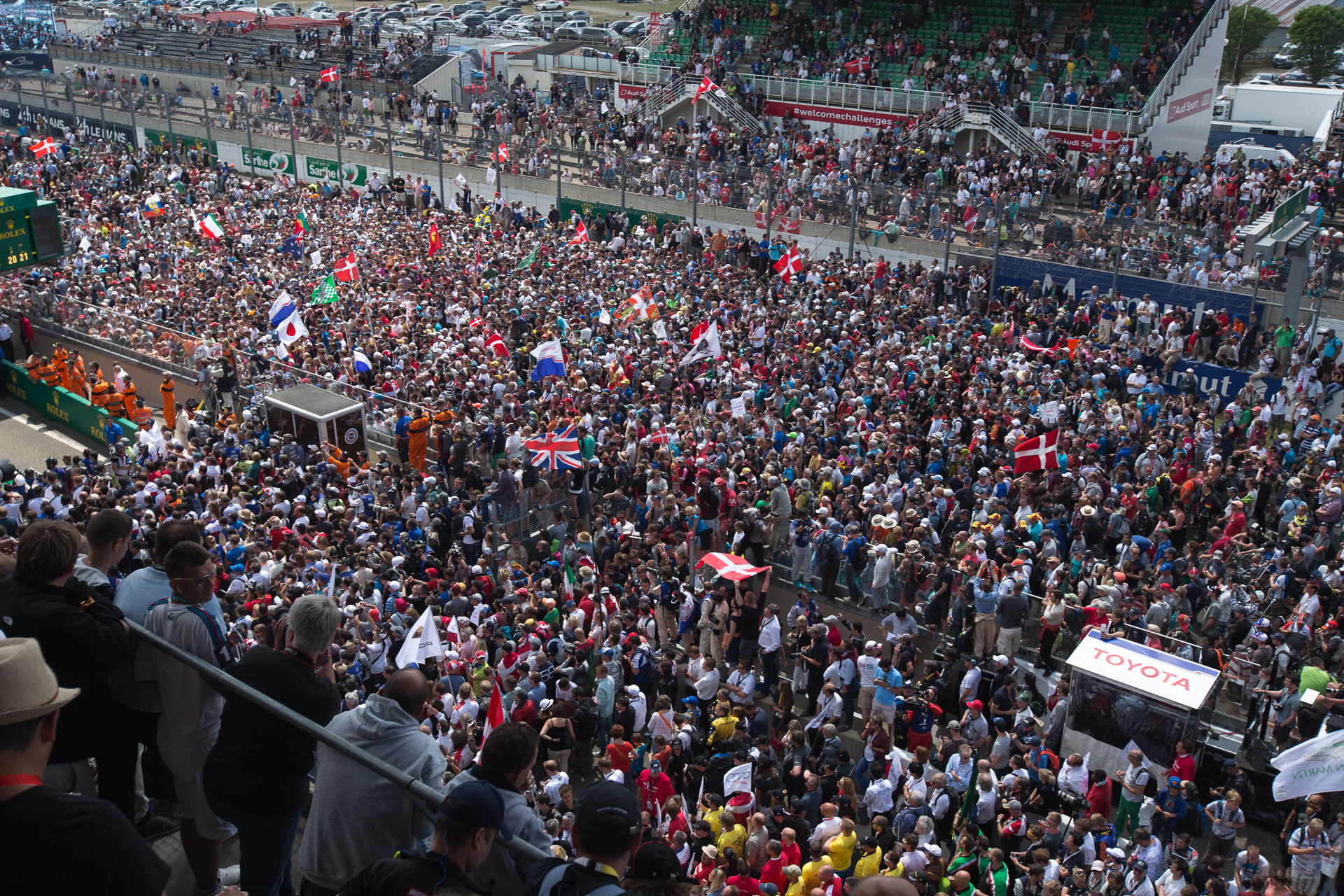
Podio de las 24 Horas de Le Mans de 2014.

Circuitos que han albergado alguna carrera del mundial:

### Temporada 2024
| Circuito                         | Carrera  |
| -------------------------------- | -------- |
| Circuito internacional de Losail | 1800km   |
| Autódromo Enzo e Dino Ferrari    | 6 horas  |
| Circuito de Spa-Francorchamps    | 6 horas  |
| Circuito de la Sarthe            | 24 horas |
| Autódromo José Carlos Pace       | 6 horas  |
| Circuito de las Américas         | 6 horas  |
| Fuji Speedway                    | 6 horas  |
| Circuito Internacional de Baréin | 8 horas  |

### Anteriores
| Circuito                           | Carrera |
| ---------------------------------- | ------- |
| Autódromo Hermanos Rodríguez       | 6 horas |
| Nürburgring                        | 6 horas |
| Circuito de Silverstone            | 6 horas |
| Circuito de Silverstone            | 4 horas |
| Circuito Internacional de Shanghái | 6 horas |
| Circuito Internacional de Shanghái | 4 horas |
| Autódromo Internacional do Algarve | 8 horas |

## Palmarés

### Equipos y constructores

#### Prototipos
| Año     | Absoluto LPM                                       | Trofeo LMP1                                            | LMP2                                        | LMP2                                        |
| ------- | -------------------------------------------------- | ------------------------------------------------------ | ------------------------------------------- | ------------------------------------------- |
| 2012    | Audi Audi R18 TDI Audi R18 Ultra Audi R18 e-Tron Q | Rebellion Racing Lola B11/60-Toyota Lola B12/60-Toyota | Starworks HPD ARX-03b-Honda                 | Starworks HPD ARX-03b-Honda                 |
| Año     | Absoluto LPM                                       | LMP1 Privados                                          | LMP2                                        | LMP2                                        |
| 2013    | Audi Audi R18 e-Tron Q                             | Rebellion Racing Lola B12/60-Toyota                    | OAK Racing Morgan LMP2-Nissan               | OAK Racing Morgan LMP2-Nissan               |
| 2014    | Toyota Toyota TS040 Hybrid                         | Rebellion Racing Rebellion R-One-AER                   | SMP Racing Oreca 03-Nissan Oreca 03R-Nissan | SMP Racing Oreca 03-Nissan Oreca 03R-Nissan |
| 2015    | Porsche Porsche 919 Hybrid                         | Rebellion Racing Rebellion R-One-AER                   | G-Drive Racing Ligier JS P2-Nissan          | G-Drive Racing Ligier JS P2-Nissan          |
| 2016    | Porsche Porsche 919 Hybrid                         | Rebellion Racing Rebellion R-One-AER                   | Signatech Alpine Alpine A460-Nissan         | Signatech Alpine Alpine A460-Nissan         |
| Año     | Absoluto LPM                                       | Absoluto LPM                                           | LMP2                                        | LMP2                                        |
| 2017    | Porsche Porsche 919 Hybrid                         | Porsche Porsche 919 Hybrid                             | Vaillante Rebellion Oreca 07-Gibson         | Vaillante Rebellion Oreca 07-Gibson         |
| Año     | LMP1                                               | LMP1                                                   | LMP2                                        | LMP2                                        |
| 2018-19 | Toyota Gazoo Racing Toyota TS050 Hybrid            | Toyota Gazoo Racing Toyota TS050 Hybrid                | Signatech Alpine Matmut Alpine A470-Gibson  | Signatech Alpine Matmut Alpine A470-Gibson  |
| 2019-20 | Toyota Gazoo Racing Toyota TS050 Hybrid            | Toyota Gazoo Racing Toyota TS050 Hybrid                | United Autosports Oreca 07-Gibson           | United Autosports Oreca 07-Gibson           |
| Año     | Hypercar                                           | Hypercar                                               | LMP2                                        | LMP2 Pro/Am                                 |
| 2021    | Toyota Gazoo Racing Toyota GR010 Hybrid            | Toyota Gazoo Racing Toyota GR010 Hybrid                | Team WRT Oreca 07-Gibson                    | Racing Team Nederland Oreca 07-Gibson       |
| 2022    | Toyota Gazoo Racing Toyota GR010 Hybrid            | Toyota Gazoo Racing Toyota GR010 Hybrid                | Jota Sport Oreca 07-Gibson                  | AF Corse Oreca 07-Gibson                    |
| 2023    | Toyota Gazoo Racing Toyota GR010 Hybrid            | Toyota Gazoo Racing Toyota GR010 Hybrid                | Team WRT Oreca 07-Gibson                    | Corvette Racing Chevrolet Corvette C8.R     |
| Año     | Hypercar                                           | Hypercar                                               | LMGT3                                       | LMGT3                                       |
| 2024    | Toyota Gazoo Racing Toyota GR010 Hybrid            | Toyota Gazoo Racing Toyota GR010 Hybrid                | Manthey PureRxcing Porsche 911 GT3 R (992)  | Manthey PureRxcing Porsche 911 GT3 R (992)  |

#### Gran turismos
| Año     | Absoluto GTE                          | LMGTE Pro                                    | LMGTE Am                                     |
| ------- | ------------------------------------- | -------------------------------------------- | -------------------------------------------- |
| 2012    | Ferrari Ferrari 458 Italia GT2        | AF Corse Ferrari 458 Italia                  | Larbre Compétition Chevrolet Corvette C6.R   |
| 2013    | Ferrari Ferrari 458 Italia GT2        | AF Corse Ferrari 458 Italia                  | 8 Star Motorsports Ferrari 458 Italia GT2    |
| 2014    | Ferrari Ferrari 458 Italia GT2        | AF Corse Ferrari 458 Italia                  | Aston Martin Racing Aston Martin Vantage GTE |
| 2015    | Porsche Porsche 911 RSR               | Porsche Team Manthey Porsche 911 RSR         | SMP Racing Ferrari 458 Italia GT2            |
| 2016    | Ferrari Ferrari 488 GTE               | Aston Martin Racing Aston Martin Vantage GTE | AF Corse Ferrari 458 Italia GT2              |
| 2017    | Ferrari Ferrari 488 GTE               | AF Corse Ferrari 458 Italia                  | Aston Martin Racing Aston Martin Vantage GTE |
| Año     | Absoluto GTE                          | Absoluto GTE                                 | GTE Am                                       |
| 2018-19 | Porsche Porsche 911 RSR               | Porsche Porsche 911 RSR                      | Team Project 1 Porsche 911 RSR               |
| 2019-20 | Aston Martin Aston Martin Vantage AMR | Aston Martin Aston Martin Vantage AMR        | AF Corse Ferrari 488 GTE Evo                 |
| 2021    | Ferrari Ferrari 488 GTE Evo           | Ferrari Ferrari 488 GTE Evo                  | AF Corse Ferrari 488 GTE Evo                 |
| 2022    | Ferrari Ferrari 488 GTE Evo           | Ferrari Ferrari 488 GTE Evo                  | TF Sport Aston Martin Vantage AMR            |
| 2023    | Bandera de ?                          | Bandera de ?                                 | Corvette Racing Chevrolet Corvette C8.R      |

### Pilotos
| Año     | Absoluto                                                              | Absoluto                                                               | Absoluto                                                             | Absoluto                                                             | Absoluto                                                            | Absoluto                                                            |
| ------- | --------------------------------------------------------------------- | ---------------------------------------------------------------------- | -------------------------------------------------------------------- | -------------------------------------------------------------------- | ------------------------------------------------------------------- | ------------------------------------------------------------------- |
| 2012    | Marcel Fässler André Lotterer Benoît Tréluyer Audi Sport Team Joest   | Marcel Fässler André Lotterer Benoît Tréluyer Audi Sport Team Joest    | Marcel Fässler André Lotterer Benoît Tréluyer Audi Sport Team Joest  | Marcel Fässler André Lotterer Benoît Tréluyer Audi Sport Team Joest  | Marcel Fässler André Lotterer Benoît Tréluyer Audi Sport Team Joest | Marcel Fässler André Lotterer Benoît Tréluyer Audi Sport Team Joest |
| 2013    | Absoluto LMP                                                          | Absoluto LMP                                                           | LMP2                                                                 | LMP2                                                                 | Absoluto GT                                                         | LMGTE Am                                                            |
| 2013    | Allan McNish Tom Kristensen Loic Duval Audi Sport Team Joest          | Allan McNish Tom Kristensen Loic Duval Audi Sport Team Joest           | Bertrand Baguette Ricardo González Martin Plowman OAK Racing         | Bertrand Baguette Ricardo González Martin Plowman OAK Racing         | Gianmaria Bruni AF Corse                                            | Jamie Campbell-Walter Stuart Hall Aston Martin Racing               |
|         | Absoluto LMP                                                          | LMP1 Privados                                                          | LMP2                                                                 | LMP2                                                                 | Absoluto GTE                                                        | LMGTE Am                                                            |
| 2014    | Anthony Davidson Sébastien Buemi Toyota Racing                        | Nick Heidfeld Nicolas Prost Mathias Beche Rebellion Racing             | Sergey Zlobin SMP Racing                                             | Sergey Zlobin SMP Racing                                             | Gianmaria Bruni Toni Vilander AF Corse                              | David Heinemeier Hansson Kristian Poulsen Aston Martin Racing       |
| 2015    | Timo Bernhard Mark Webber Brendon Hartley Porsche Team                | Nicolas Prost Mathias Beche Rebellion Racing                           | Roman Rusinov Julien Canal Sam Bird G-Drive Racing                   | Roman Rusinov Julien Canal Sam Bird G-Drive Racing                   | Richard Lietz Porsche Team Manthey                                  | Viktor Shaitar Aleksey Basov Andrea Bertolini SMP Racing            |
| 2016    | Romain Dumas Neel Jani Marc Lieb Porsche Team                         | Dominik Kraihamer Alexandre Imperatori Mathéo Tuscher Rebellion Racing | Gustavo Menezes Nicolas Lapierre Stéphane Richelmi Signatech Alpine  | Gustavo Menezes Nicolas Lapierre Stéphane Richelmi Signatech Alpine  | Nicki Thiim Marco Sørensen Aston Martin Racing                      | Emmanuel Collard François Perrondo Rui Águas AF Corse               |
| Año     | Absoluto LMP                                                          | Absoluto LMP                                                           | LMP2                                                                 | LMP2                                                                 | Absoluto GTE                                                        | LMGTE Am                                                            |
| 2017    | Timo Bernhard Earl Bamber Brendon Hartley Porsche LMP Team            | Timo Bernhard Earl Bamber Brendon Hartley Porsche LMP Team             | Julien Canal Bruno Senna Vaillante Rebellion                         | Julien Canal Bruno Senna Vaillante Rebellion                         | James Calado Alessandro Pier Guidi AF Corse                         | Paul Dalla Lana Pedro Lamy Mathias Lauda Aston Martin Racing        |
| 2018-19 | Fernando Alonso Sébastien Buemi Kazuki Nakajima Toyota Gazoo Racing   | Fernando Alonso Sébastien Buemi Kazuki Nakajima Toyota Gazoo Racing    | Nicolas Lapierre Pierre Thiriet André Negrão Signatech Alpine Matmut | Nicolas Lapierre Pierre Thiriet André Negrão Signatech Alpine Matmut | Michael Christensen Kévin Estre Porsche GT Team                     | Jörg Bergmeister Patrick Lindsey Egidio Perfetti Team Project 1     |
| 2019-20 | Mike Conway Kamui Kobayashi José María López Toyota Gazoo Racing      | Mike Conway Kamui Kobayashi José María López Toyota Gazoo Racing       | Filipe Albuquerque Philip Hanson United Autosports                   | Filipe Albuquerque Philip Hanson United Autosports                   | Nicki Thiim Marco Sørensen Aston Martin Racing                      | Emmanuel Collard Nicklas Nielsen François Perrodo AF Corse          |
| Año     | Hypercar                                                              | Hypercar                                                               | LMP2                                                                 | LMP2 Pro/Am                                                          | Absoluto GTE                                                        | GTE Am                                                              |
| 2021    | Mike Conway Kamui Kobayashi José María López Toyota Gazoo Racing      | Mike Conway Kamui Kobayashi José María López Toyota Gazoo Racing       | Robin Frijns Ferdinand von Habsburg Charles Milesi Team WRT          | Frits van Eerd Racing Team Nederland                                 | James Calado Alessandro Pier Guidi AF Corse                         | Alessio Rovera Nicklas Nielsen François Perrodo AF Corse            |
| 2022    | Sébastien Buemi Brendon Hartley Ryō Hirakawa Toyota Gazoo Racing      | Sébastien Buemi Brendon Hartley Ryō Hirakawa Toyota Gazoo Racing       | António Félix da Costa Roberto González Will Stevens Jota Sport      | Nicklas Nielsen François Perrodo Alessio Rovera AF Corse             | James Calado Alessandro Pier Guidi AF Corse                         | Ben Keating Marco Sørensen TF Sport                                 |
| 2023    | Sébastien Buemi Brendon Hartley Ryō Hirakawa Toyota Gazoo Racing      | Sébastien Buemi Brendon Hartley Ryō Hirakawa Toyota Gazoo Racing       | Rui Andrade Louis Delétraz Robert Kubica Team WRT                    |                                                                      |                                                                     | Nicky Catsburg Ben Keating Nicolás Varrone Corvette Racing          |
| Año     | Hypercar                                                              | Hypercar                                                               | LMGT3                                                                | LMGT3                                                                |                                                                     |                                                                     |
| 2024    | Kévin Estre André Lotterer Laurens Vanthoor Porsche Penske Motorsport | Kévin Estre André Lotterer Laurens Vanthoor Porsche Penske Motorsport  | Klaus Bachler Alex Malykhin Joel Sturm Manthey PureRxcing            | Klaus Bachler Alex Malykhin Joel Sturm Manthey PureRxcing            |                                                                     |                                                                     |

### Por pilotos
| N.º | Piloto           | Títulos | Años                      |
| --- | ---------------- | ------- | ------------------------- |
| 1   | Sébastien Buemi  | 4       | 2014, 2018-19, 2022, 2023 |
| 1   | Brendon Hartley  | 4       | 2015, 2017, 2022, 2023    |
| 3   | Timo Bernhard    | 2       | 2015, 2017                |
| 3   | Mike Conway      | 2       | 2019-20, 2021             |
| 3   | Kamui Kobayashi  | 2       | 2019-20, 2021             |
| 3   | José María López | 2       | 2019-20, 2021             |
| 3   | Ryō Hirakawa     | 2       | 2022, 2023                |
| 3   | André Lotterer   | 2       | 2012, 2024                |
| 8   | Marcel Fässler   | 1       | 2012                      |
| 8   | Benoît Tréluyer  | 1       | 2012                      |
| 8   | Allan McNish     | 1       | 2013                      |
| 8   | Tom Kristensen   | 1       | 2013                      |
| 8   | Loïc Duval       | 1       | 2013                      |
| 8   | Anthony Davidson | 1       | 2014                      |
| 8   | Mark Webber      | 1       | 2015                      |
| 8   | Romain Dumas     | 1       | 2016                      |
| 8   | Neel Jani        | 1       | 2016                      |
| 8   | Marc Lieb        | 1       | 2016                      |
| 8   | Earl Bamber      | 1       | 2017                      |
| 8   | Fernando Alonso  | 1       | 2018-19                   |
| 8   | Kazuki Nakajima  | 1       | 2018-19                   |

### Por constructores
| N.º | Constructor | Títulos | Años                                           |
| --- | ----------- | ------- | ---------------------------------------------- |
| 1   | Toyota      | 7       | 2014, 2018-19, 2019-20, 2021, 2022, 2023, 2024 |
| 2   | Porsche     | 3       | 2015, 2016, 2017                               |
| 3   | Audi        | 2       | 2012, 2013                                     |

## Resumen estadístico

### Estadísticas de pilotos
| N.º     | Piloto                | Victorias |
| ------- | --------------------- | --------- |
| 1       | Sébastien Buemi       | 57        |
| 2       | Brendon Hartley       | 54        |
| 3       | Mike Conway           | 37        |
| 3       | Ryō Hirakawa          | 37        |
| 5       | Kamui Kobayashi       | 36        |
| 6       | José María López      | 34        |
| 7       | André Lotterer        | 22        |
| 8       | Kazuki Nakajima       | 17        |
| 9       | Alessandro Pier Guidi | 13        |
| 9       | Antonio Giovinazzi    | 13        |
| 9       | James Calado          | 13        |
| Fuente: |                       |           |

| N.º     | Piloto           | Poles |
| ------- | ---------------- | ----- |
| 1       | Kamui Kobayashi  | 16    |
| 1       | Mike Conway      | 16    |
| 3       | José María López | 15    |
| 4       | Brendon Hartley  | 14    |
| 5       | André Lotterer   | 12    |
| 6       | Timo Bernhard    | 10    |
| 6       | Neel Jani        | 10    |
| 6       | Kazuki Nakajima  | 10    |
| 6       | Sébastien Buemi  | 10    |
| 9       | Marcel Fässler   | 9     |
| 9       | Nicolas Lapierre | 9     |
| 9       | Romain Dumas     | 9     |
| Fuente: |                  |       |

| N.º     | Piloto           | Podios |
| ------- | ---------------- | ------ |
| 1       | Sébastien Buemi  | 119    |
| 2       | Brendon Hartley  | 116    |
| 3       | Kamui Kobayashi  | 90     |
| 4       | José María López | 82     |
| 5       | Mike Conway      | 81     |
| 6       | André Lotterer   | 72     |
| 7       | Kazuki Nakajima  | 36     |
| 8       | Marcel Fässler   | 26     |
| 9       | Benoît Tréluyer  | 24     |
| 9       | Timo Bernhard    | 24     |
| Fuente: |                  |        |

### Estadísticas de constructores
| N.º     | Equipo                    | Victorias |
| ------- | ------------------------- | --------- |
| 1       | Toyota                    | 48        |
| 2       | Audi                      | 17        |
| 2       | Porsche                   | 17        |
| 4       | Porsche Penske Motorsport | 4         |
| 5       | Rebellion                 | 3         |
| 5       | Peugeot Sport             | 3         |
| 7       | Alpine                    | 2         |
| 7       | Cadillac Racing           | 2         |
| 7       | Ferrari-AF Corse          | 2         |
| 10      | Hertz Team Jota           | 1         |
| 10      | AF Corse                  | 1         |
| Fuente: |                           |           |

| N.º     | Equipo      | Poles |
| ------- | ----------- | ----- |
| 1       | Toyota      | 39    |
| 2       | Porsche     | 20    |
| 3       | Audi        | 16    |
| 4       | Rebellion   | 4     |
| 5       | Alpine      | 2     |
| 5       | Glickenhaus | 2     |
| Fuente: |             |       |

| N.º     | Equipo            | Podios |
| ------- | ----------------- | ------ |
| 1       | Toyota            | 221    |
| 2       | Audi              | 56     |
| 3       | Porsche           | 58     |
| 4       | Rebellion         | 18     |
| 5       | Alpine            | 12     |
| 6       | SMP               | 5      |
| 7       | Jackie Chan DC    | 3      |
| 8       | Glickenhaus       | 2      |
| 9       | Starworks         | 1      |
| 9       | Strakka           | 1      |
| 9       | G-Drive           | 1      |
| 9       | United Autosports | 1      |
| 9       | WRT               | 1      |
| Fuente: |                   |        |

Nota: actualizado al 8 Horas de Baréin 2022.